# Victor la gaffe
Pour plus de détails, voir Fiche technique et Distribution.
Victor la gaffe (titre original (en) Buddy Buddy) est un film américain de Billy Wilder, sorti en 1981. C'est une reprise du film français L'Emmerdeur, réalisé par Édouard Molinaro sur un scénario et une pièce de Francis Veber. Buddy Buddy est le dernier film du réalisateur Billy Wilder, alors âgé de 75 ans. Il marque aussi la septième collaboration entre le cinéaste et son acteur fétiche, Jack Lemmon, et la troisième avec Walter Matthau.

## Synopsis
Trabucco, vieux tueur à gage enfermé dans un hôtel pour exécuter son dernier contrat, rencontre Victor Clooney, son voisin de chambre. Ce dernier, mari cocu et dépressif l'implique dans ses tentatives de suicide... C'est un redoutable emmerdeur, il va entraîner Trabucco dans la pire des aventures...

## Fiche technique
- Titre français: Victor la gaffe
- Titre original : Buddy Buddy
- Réalisation : Billy Wilder
- Scénario : Billy Wilder et I. A. L. Diamond, d'après la pièce et le scénario de Francis Veber
- Images : Harry Stradling Jr.
- Musique : Lalo Schifrin
- Décors : Daniel A. Lomino (en) et Cloudia
- Montage : Argyle Nelson Jr.
- Production : Jay Weston (en), Alain Bernheim et Charles Matthau pour Metro-Goldwyn-Mayer
- Pays d'origine : États-Unis
- Format : Couleur (Metrocolor) - 2,35:1
- Genre cinématographique : Comédie
- Durée : 92 minutes
- Dates de sorties : 11 décembre 1981

## Distribution
- Jack Lemmon (VF : Jean-Pierre Moulin) : Victor Clooney
- Walter Matthau (VF : André Valmy) : Trabucco
- Paula Prentiss : Celia Clooney
- Klaus Kinski : le docteur Hugo Zuckerbrot
- Dana Elcar : le capitaine Hubris
- Miles Chapin (en) : Eddie, le groom
- Michael Ensign : le sous-directeur
- Joan Shawlee : la réceptionniste
- Fil Formicola : Rudy "Disco" Gambola
- C.J. Hunt : Kowalski
- Bette Raya : la jeune Mexicaine
- Ronnie Sperling : le mari aux hanches larges
- Neile Adams : une vendeuse

## Production
Le film est la troisième collaboration de Billy Wilder avec le duo Jack Lemmon et Walter Matthau pour tenir les deux rôles principaux (après dans La Grande Combine en 1966 et Spéciale Première en 1974). Il s'agit d'une adaptation par Hollywood d'une pièce de théâtre et d'un scénario original français de Francis Veber pour le film L'Emmerdeur (1973). Les scénarios de Francis Veber seront par la suite repris pour de nombreux remakes américains qui adapteront les films La Chèvre, Les Compères, Les Fugitifs ou Le Dîner de cons.